# Route 169 (Québec)
Die Route 169 ist eine Nationalstraße (Route nationale) der kanadischen Provinz Québec und führt durch die Verwaltungsregionen  Capitale-Nationale und Saguenay–Lac-Saint-Jean.

## Streckenbeschreibung
Die 303,7 km lange Überlandstraße führt vom Réserve faunique des Laurentides als westlicher Abzweig der Route 175 nach Hébertville. 2 km nördlich des Ortes spaltet sich die Route 169 auf und bildet eine Ringstraße um den See Lac Saint-Jean. Der östliche Straßenabschnitt führt über Alma und Sainte-Monique und an Sainte-Jeanne-d’Arc vorbei nach Dolbeau-Mistassini. Der westliche Straßenabschnitt führt über Métabetchouan–Lac-à-la-Croix, Roberval und Saint-Félicien nach Dolbeau-Mistassini.